# DVCPro-Familie

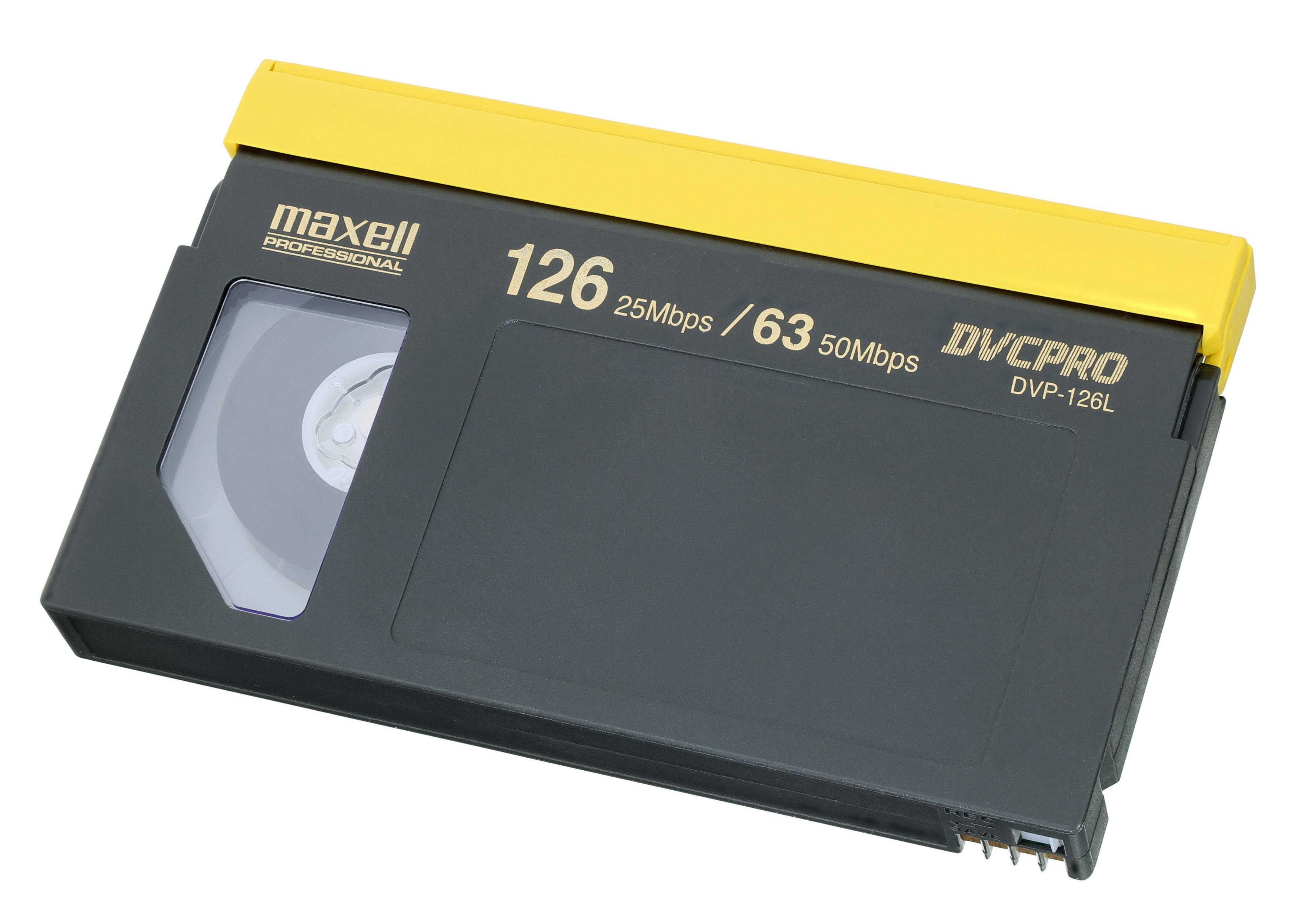
Professionelles DVCPro-Band von Maxell, 126 Minuten Lauflänge

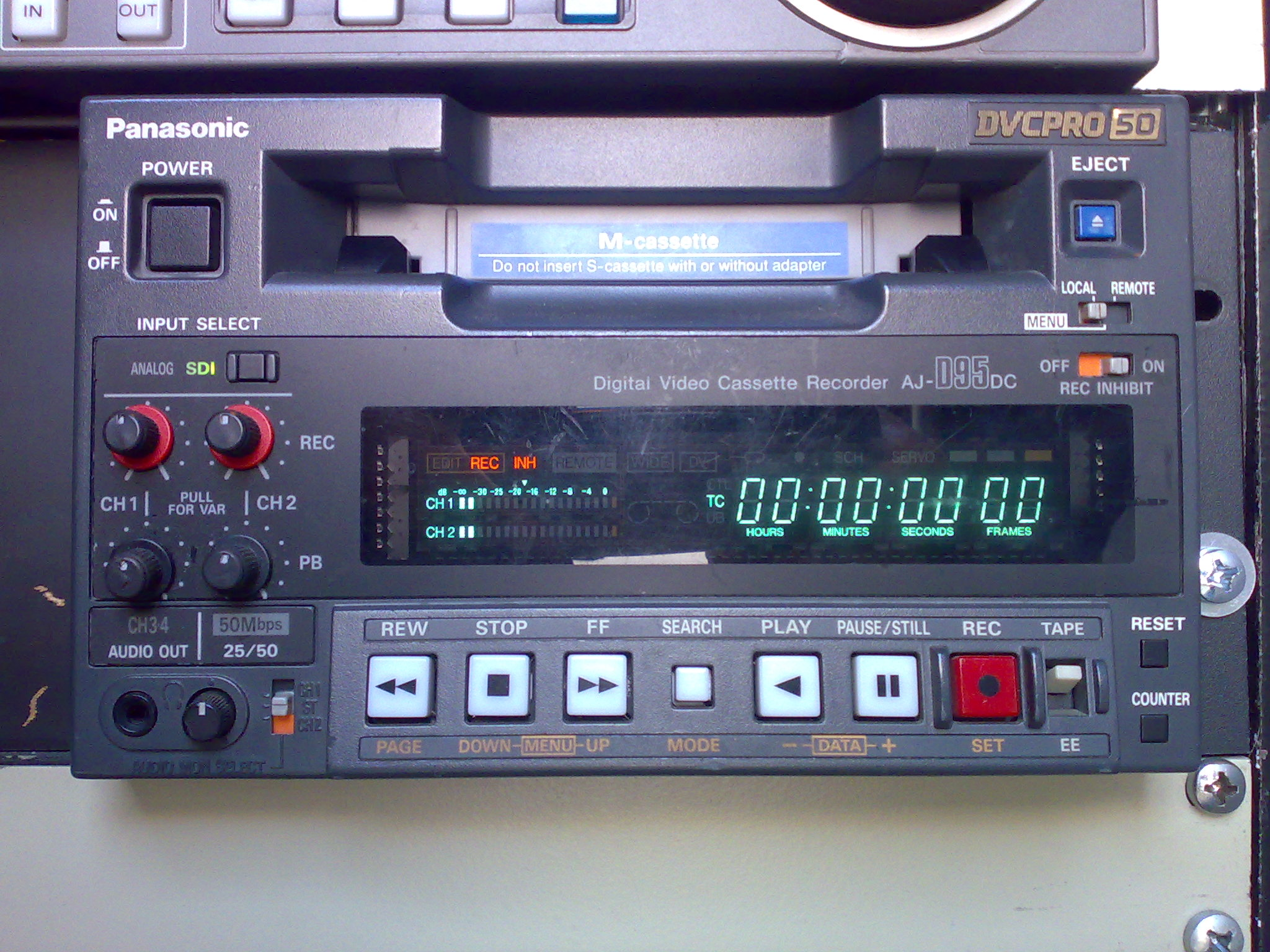
Professionelle DVCPro50-Bandmaschine AJ-D95DC von Panasonic

Das DVCPro-Band ist ein 1/4-Zoll-Metallpartikelband mit maximaler Spieldauer von 126 Minuten im Typ L. Erhältlich sind Bänder vom Typ M (kleine Kassetten) mit 12, 24, 33 und 66 Minuten Spieldauer, sowie Bänder vom Typ L mit 34, 66, 94 und 126 Minuten Spieldauer.

## Geschichte
DVCPro ist eine Variante des Digital-Video-Standards und wurde 1995 von Panasonic zum Einsatz für die elektronische Berichterstattung entwickelt.

## Technik
Im Gegensatz zum Standard-DV-System benutzt DVCPro Farbunterabtastung nach dem 4:1:1-Standard, sowohl für 50-Hertz- als auch für 60-Hertz-Versionen, um Generationsverlust zu vermeiden. Tonspuren werden mit 16 Bit / 48 kHz aufgezeichnet. Außerdem ist die Spurbreite bei DVCPro um 8 μm auf 18 μm vergrößert, was das Risiko von Drop-outs verringert. Zwei Längsspuren bieten Unterstützung für Timecode. Das Band wird im Vergleich zu Standard-DV 80 % schneller transportiert. Dies resultiert in kürzerer Aufnahmezeit und in der Nichtverfügbarkeit eines Long-Play-Modus.